# Diego Aguirre Parra
Diego Aguirre Parra (Toledo, Castilla-La Mancha, 17 de octubre de 1990), conocido deportivamente como Aguirre, es un futbolista español que juega como centrocampista en el Zamora C. F. de la Segunda Federación.

## Trayectoria
Debutó en 2011 en las filas del Club Deportivo Toledo. El 11 de junio de 2014 se anunció oficialmente su fichaje por el Rayo Vallecano para la siguiente temporada y dos más, si bien en la 2014-15 jugaría cedido en el Club Deportivo Leganés y la siguiente en el Real Oviedo. En la temporada 2016-17 regresó del Oviedo para jugar con un descendido Rayo. En 2018 abandonó el conjunto vallecano para fichar por el Real Zaragoza. Tras una temporada en el club español, el 7 de junio de 2019 abandonó el club para fichar por el Apollon Limassol. En enero de 2021 abandonó Chipre para en febrero firmar con el C. D. Numancia hasta final de temporada. De cara al curso 2021-22 se incorporó al R. C. Deportivo de La Coruña, donde estuvo un año antes de recalar en el C. F. Fuenlabrada. En este equipo también compitió una campaña en Primera Federación y en agosto de 2023 fichó por el C. D. Manchego Ciudad Real. Allí estuvo hasta final de año y a inicios de 2024 se unió al Zamora C. F.

## Clubes
| Club                         | País   | Año       |
| ---------------------------- | ------ | --------- |
| C. D. Toledo "B"             | España | 2009-2011 |
| C. D. Toledo                 | España | 2011-2014 |
| C. D. Leganés                | España | 2014-2015 |
| Real Oviedo                  | España | 2015-2016 |
| Rayo Vallecano               | España | 2016-2018 |
| Real Zaragoza                | España | 2018-2019 |
| Apollon Limassol             | Chipre | 2019-2021 |
| C. D. Numancia               | España | 2021      |
| R. C. Deportivo de La Coruña | España | 2021-2022 |
| C. F. Fuenlabrada            | España | 2022-2023 |
| C. D. Manchego Ciudad Real   | España | 2023      |
| Zamora C. F.                 | España | 2024-     |